# Straße der Zukunft (Weltausstellung 1900)

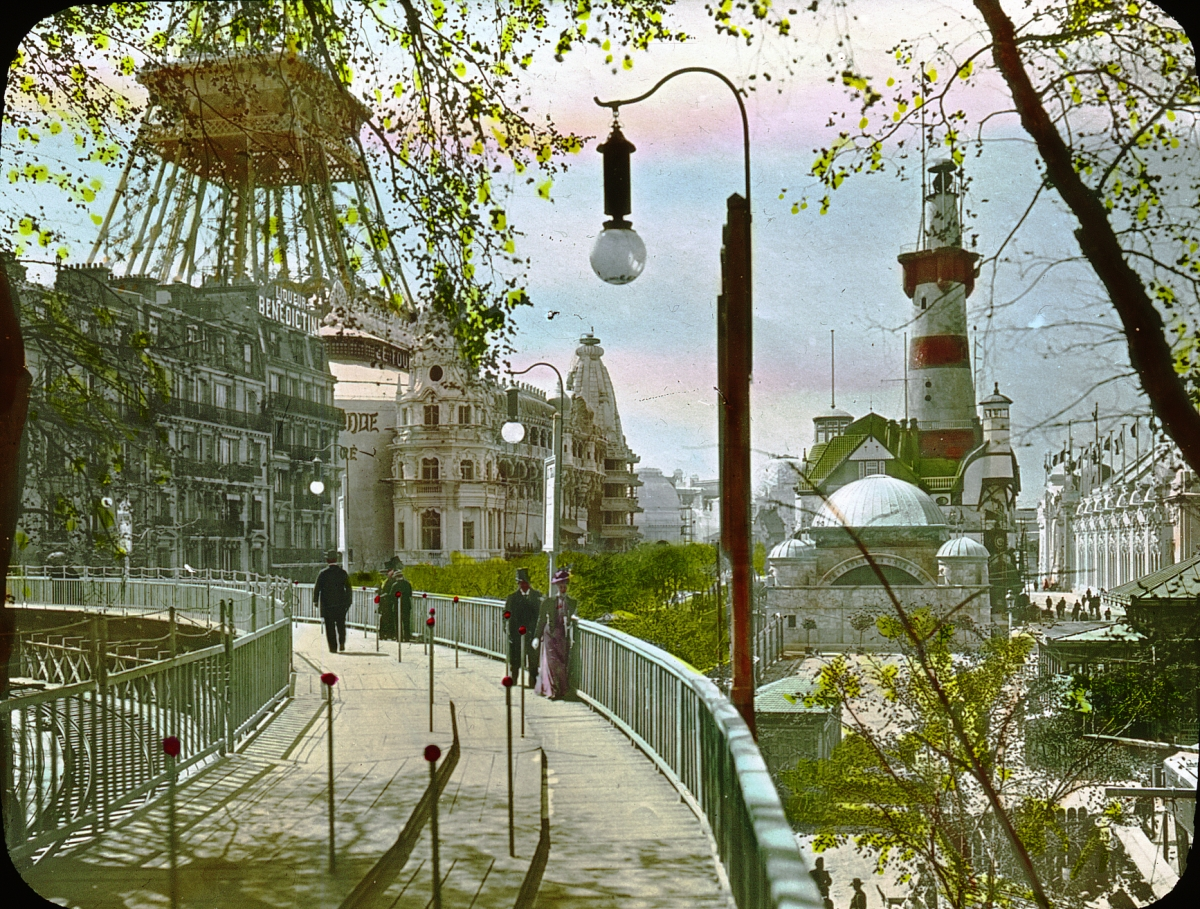
Der Rollende Fußweg, nahe dem Eiffelturm, mit Blick zur Trasse der elektrischen Eisenbahn (linker Bildrand)

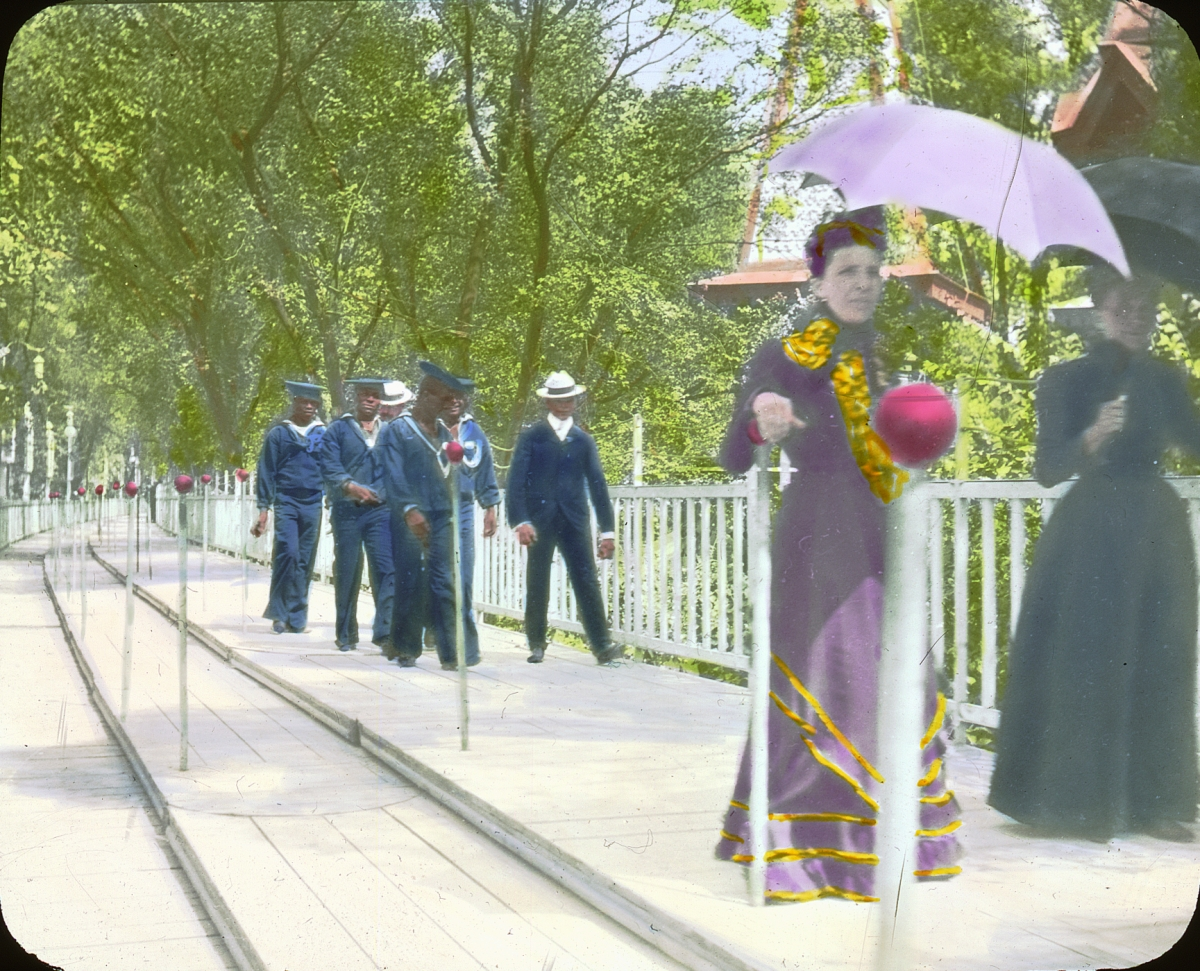
Der dreigeteilte Rollende Fußweg in Benutzung

Die Straße der Zukunft (französisch Rue de l'Avenir) war ein Rollender Fußweg (französisch Trottoir roulant oder Plateforme mobile, auf Deutsch Stufenbahn genannt) von 3,5 km Länge, der während der Pariser Weltausstellung von 1900 rund um das Pariser Ausstellungsgelände installiert war und über neun Zugangsstationen verfügte.

## Route und Lageplan
Der Rollende Fußweg folgte entgegen dem Uhrzeigersinn folgendem Weg: Esplanade des Invalides, Quai d’Orsay („Quai des Nations“, entlang der Seine), Champ de Mars (entlang der Avenue de La Bourdonnais), Avenue de La Motte-Picquet, Rue Fabert, um dann zur Esplanade des Invalides zurückzukehren. 
Die Rue de l'Avenir benötigte für eine Runde 26 Minuten. Der Fahrpreis betrug 50 Centimes. Es konnten auf ihr gleichzeitig 14.000 Personen befördert werden; am Ostersonntagnachmittag (15. April) hat sie 70.000 Personen transportiert. Zum Vergleich: Damals  wurden die am meisten frequentierten Omnibus- und Straßenbahnlinien im Durchschnitt von 40.000 Passagieren täglich benutzt. 
Eine elektrische Eisenbahn der Firma Decauville folgte derselben Route in entgegengesetzter Richtung. Sie verlief zumeist auf demselben Höhenniveau wie der Rollende Fußweg, teilweise aber auch ebenerdig oder sogar unterirdisch.

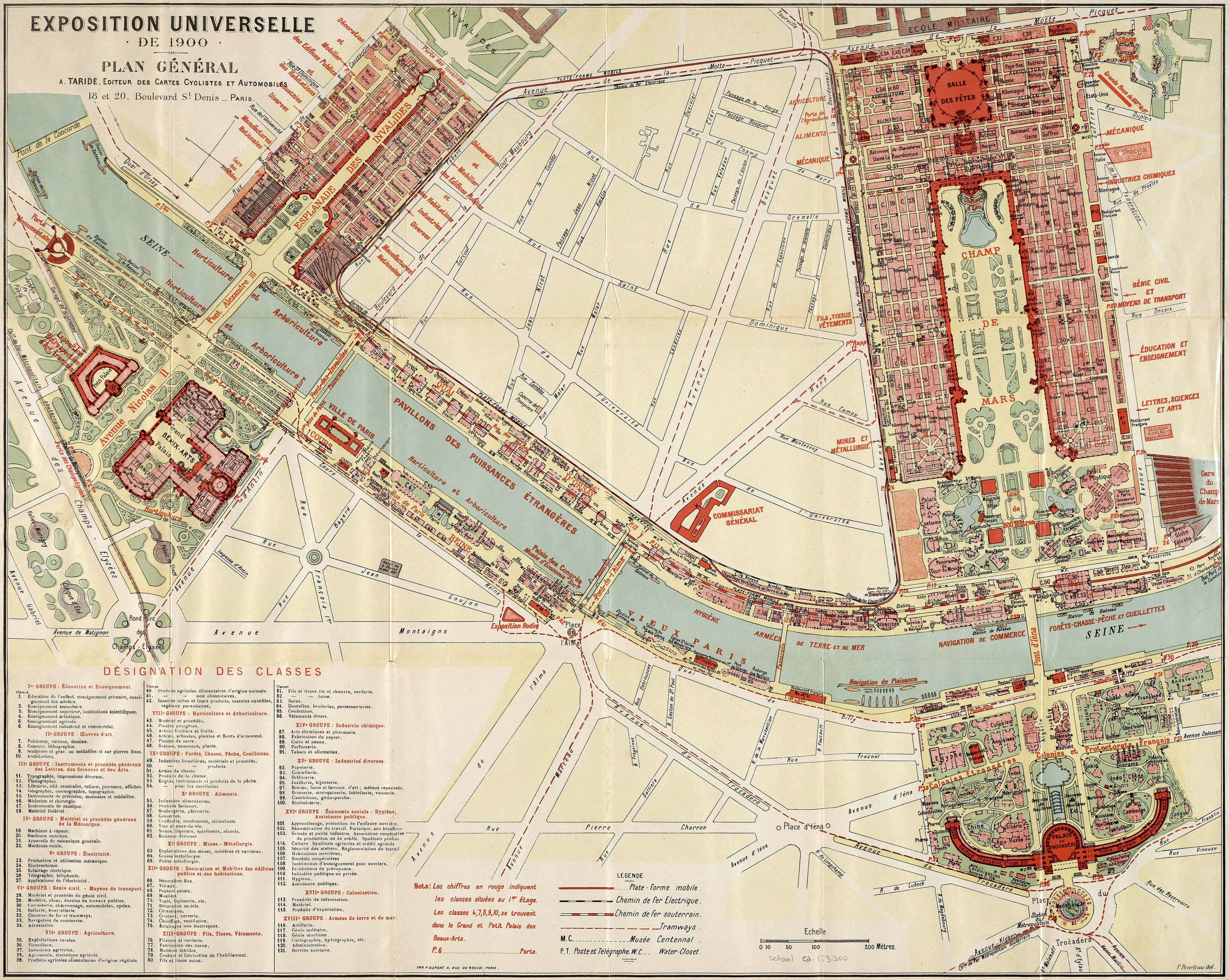
Plan der Weltausstellung 1900 mit dem Parcours der „Rue de l'Avenir“

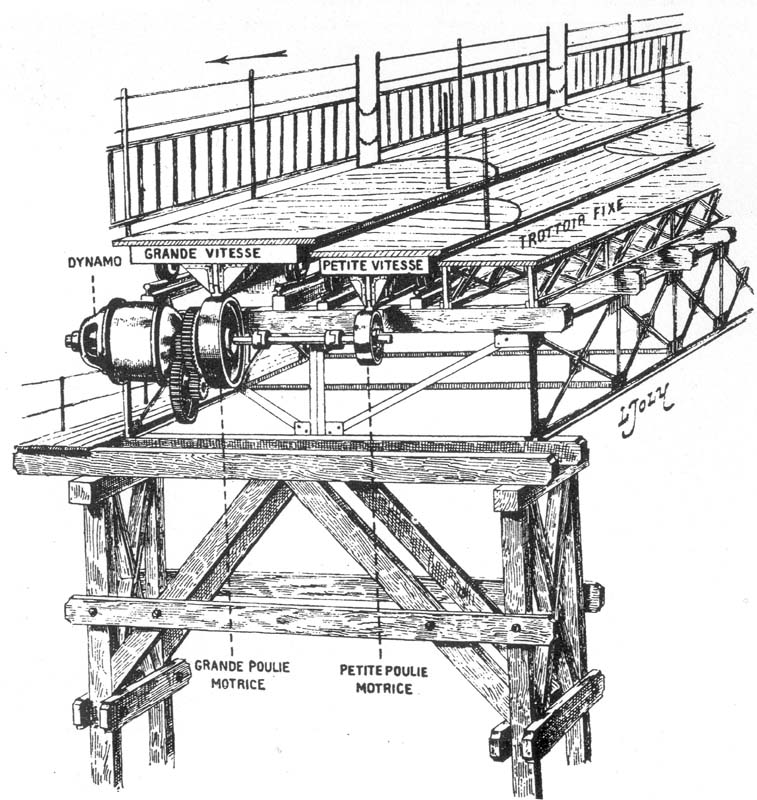
Mechanismus des Rollenden Fußwegs

## Technik
Ursprünglich war der Rollende Fußweg von den amerikanischen Ingenieuren Schmidt und Silsbee für die Weltausstellung 1893 von Chicago entworfen worden. In Paris war er auf einem 7 m hohen Viadukt errichtet worden und bestand aus einem festen und zwei beweglichen Fahrsteigen: dem Hauptfahrsteig mit einer Breite von 2 m, der sich mit einer Geschwindigkeit von 8 km/h bewegte, und dem Zugangssteig mit halber Geschwindigkeit, der nur 80 cm breit war. 
Das Prinzip des Antriebssystems, das auf Elektromotoren basierte, kann anhand der nebenstehenden Zeichnung „Mechanismus des Rollenden Fußwegs“ nachvollzogen werden. Der für den Betrieb der Anlage notwendige Strom wurde durch das Werk Moulineaux geliefert. Der zugeführte Strom wurde in Gleichstrom umgewandelt, da dieser den Start der Anlage erleichterte und eine flexiblere Geschwindigkeitsregelung zuließ. Der Strom wurde zu den Antrieben des Rollenden Fußwegs mit 9 Kabeln auf einen Verteilerkasten geleitet, von dem aus der Lauf der Fahrsteige in die eine oder andere Richtung gelenkt werden konnte und der ein sofortiges Anhalten der gesamten Anlage ermöglichte.

## Sonstiges
Über die Straße der Zukunft realisierte der französische  Filmpionier Georges Méliès die Filme Panorama pris du trottoir roulant Champ de Mars (Panorama aufgenommen vom Rollenden Fußweg auf dem Marsfeld) und Les Visiteurs sur le trottoir roulant (Besucher auf dem Rollenden Fußweg).